# ディオファントス近似
ディオファントス近似（ディオファントスきんじ、英: Diophantine approximation）とはある数（実数など）を別のより単純な構造を持つ数（有理数など）で近似する方法やその値、あるいはそれについて研究する数論の一分野である。アレクサンドリアのディオファントスに因む。
最初の問題は、実数が有理数によってどのぐらいよく近似できるかを知ることであった。この問題のために、有理数 p/q が実数 α の「良い」近似であるとは、p/q と α の差の絶対値が、p/q を分母が小さい別の有理数に置き換えたときに小さくならないこととする。この問題は連分数によって18世紀に解かれた。
与えられた数の「最もよい」近似が分かり、この分野の主要な問題は、上記の差のよい上界と下界の分母の関数としての表示を見つけることである。
これらの上下界は近似される実数の性質に依存すると思われる。有理数の別の有理数による近似に対する下界は代数的数に対しての下界よりも大きい。後者はそれ自身すべての実数に対する下界よりも大きい。したがって代数的数に対する上下界よりもよく近似できる実数はもちろん超越数である。これによりリウヴィルは1844年に最初の明示的な超越数を生み出した。後に π や e が超越数であることの証明が類似の方法により得られた。
ディオファントス近似は、無理数や超越数の研究と深く関連している。実際、代数的数については次数や高さに依存して近似の精度に限界があることが知られている。また、不定方程式など、数学上の他の問題でもディオファントス近似に帰着することが多い。例えば、ペル方程式 y2=2x2-1 の整数解は 2 の平方根のディオファントス近似に帰着する。

## ディリクレの定理
基本的な問題としては、任意の無理数 α に対して、
{\displaystyle |x-y\alpha |<{\frac {1}{y}}}
となるような整数 x, y を求めることが挙げられる。ディリクレのディオファントス近似定理により、上式を満足する x と y は無数に存在する。不等式は
{\displaystyle \left|{\frac {x}{y}}-\alpha \right|<{\frac {1}{y^{2}}}}
と書き直すことができることから、「任意の無理数 α に対して、誤差が 1/y2 以下であるような、近似有理数 x/y を求める」と言い換えることができる。
円周率 π を小数点以下3桁まで十進数表記するとすれば 3.141 である。これを分数で表記すれば 3141/1000 であり、
{\displaystyle |3141/1000-\pi |<1/1000}
が成立するので誤差を1/1000以下に出来る。しかしディオファントス近似は、より小さい分母によって、より良い近似ができる可能性を示唆するものである。
実際
{\displaystyle |355/113-\pi |<0.00000027<1/1000000}
である。したがって、ディオファントス近似は無理数を有理数で近似する、より良い近似方法の存在を示しているとも言える。
ディオファントス近似の不等式を満たす x, y が無限にあることの証明は鳩の巣原理を使って証明可能である。この証明の過程を利用して、π の近似で性能が良いものを分母が小さい順に求めると、以下のようになる。
{\displaystyle {\begin{aligned}|3-1\pi |&<1\\|22-7\pi |&<1/7\\|333-106\pi |&<1/106\\|355-113\pi |&<1/113.\end{aligned}}}
これから π の近似として、3, 22/7, 333/106, 355/113, ... を得ることができる。これらの近似値は古代からよく知られた円周率の近似値である。
また、近似値と連分数展開は深い関係にある。例えば π の連分数展開は
{\displaystyle 3+{\cfrac {1}{7+{\cfrac {1}{15+{\cfrac {1}{1+{\cfrac {1}{292+{\cfrac {1}{\ddots }}}}}}}}}}}
であるが、7 の時点で計算を打ち切ると 22/7、15 の時点で打ち切ると 333/106 となる。この手法で5番目の近似値を求めると、円周率の近似として、103993/33102 を得ることができる。また実際
{\displaystyle |103993-33102\pi |<1/33102}
である。

## 主な定理

### リウヴィルの定理
1840年代、ジョゼフ・リウヴィル (Joseph Liouville) は、代数的数の近似に対する最初の下界を得た。x が有理数体上次数 n の代数的無理数であれば、ある定数 c(x) > 0 が存在して、任意の整数 p と q, ただし q > 0, に対し、
{\displaystyle \left|x-{\frac {p}{q}}\right|>{\frac {c(x)}{q^{n}}}}
が成り立つ。
この結果によってジョゼフ・リウヴィルは、超越数であることが初めて証明された例であるリウヴィル数、
{\displaystyle \sum _{j=1}^{\infty }10^{-j!}=0.110001000000000000000001000\ldots }
を得た。この数は、次数 n をどのようにとっても、リウヴィルの定理を満たさない。
ディオファントス近似と超越数論の間のこのつながりは、今日まで続いている。証明の技術の多くが2つの分野の間で共有されている。

### その後の改良
その後、上記リウヴィルの定理の右辺の q の指数部分は、以下の様に次第に改良されてきた。
| 発表年 | 発見者                 | 結果                             |
| ------ | ---------------------- | -------------------------------- |
| 1844年 | リウヴィル             | {\displaystyle d}                |
| 1909年 | トゥエ                 | {\displaystyle {\frac {n}{2}}+1} |
| 1921年 | ジーゲル               | {\displaystyle 2{\sqrt {n}}}     |
| 1947年 | ゲルフォント, ダイソン | {\displaystyle {\sqrt {2n}}}     |
| 1955年 | ロス                   | {\displaystyle 2}                |

最後のロスによる結果は、以下の様に表現される：
ロスの定理(トゥエ・ジーゲル・ロスの定理)(1955年)。α が、2次以上の実代数的数ならば、任意の正数 ε に対して、α に依存する正定数 c が存在して、
{\displaystyle \left|\alpha -{\frac {p}{q}}\right|>{\frac {c}{q^{2+\varepsilon }}}}
が、全ての有理数 p/q　(q > 0) に対して成立する。
リドゥ (D. Ridout) は、近似分数の分母、分子に現れる素因数を制限することで、ロスの結果が改良されることを示した。
ロス–リドゥの定理(1957年)。α を、2次以上の実代数的数とする。P1, ..., Ps, Q1, ..., Qtを相異なる素数、d を正整数とする。また、λ, ρ を、0 ≤ λ ≤ 1, 0 ≤ ρ ≤ 1 を満たす実数とする。正整数 p, q は、
(*)　{\displaystyle p=p^{*}P_{1}^{\sigma _{1}}\cdots P_{s}^{\sigma _{s}},\ q=q^{*}Q_{1}^{\tau _{1}}\cdots Q_{t}^{\tau _{t}},}
但し、{\displaystyle \sigma _{1},\ldots ,\ \sigma _{s},\ \tau _{1},\ldots ,\ \tau _{t}} は、非負整数で、{\displaystyle \scriptstyle 1\leq p^{*}\leq dp^{\lambda },\ 1\leq q^{*}\leq dq^{\rho }} を満たす。
このとき、任意の {\displaystyle \kappa >\lambda +\rho } に対して、{\displaystyle \scriptstyle \alpha ,\ \kappa ,\ \lambda ,\ \rho ,\ d,\ P_{1},\ldots ,P_{s},\ Q_{1},\ldots ,\ Q_{t}} に依存する正定数 c が存在して、
{\displaystyle \left|\alpha -{\frac {p}{q}}\right|>{\frac {c}{q^{\kappa }}}}
が、(*) を満たす全ての p/q に対して成立する。
注意　ロスの定理は、λ  = ρ = 1 の場合に相当する。

### cの値の導出
リウヴィルの結果では、右辺に現れる正定数 c は、α が与えられれば、具体的に計算することが可能であるが、ロス（およびトゥエ以降の全ての結果に対しても）の結果では、c の値を計算することはできない（有効な結果ではない）。
もし、与えられた α に対して、c の値を求めることが可能になれば、不定方程式の整数解に対して、解が有限個しか存在しないことだけでなく、整数解の存在範囲を示すことが可能となる。
ベイカーによる対数の1次形式の評価定理を用いて、以下のことが証明されている。
α を次数 d ≥ 2) の実代数的数としたとき、α に依存する計算可能な定数 c と κ (< d) が存在して、
{\displaystyle \left|\alpha -{\frac {p}{q}}\right|>{\frac {c}{q^{\kappa }}}}
が、全ての有理数 p/q　(q > 0) に対して成立する。
現状では、κ の結果は、ロスの結果には及ばず、例えば、
- {\displaystyle \alpha ={\sqrt[{3}]{2}}} の場合、{\displaystyle c=10^{-6},\ \kappa =2.955}
- {\displaystyle \alpha ={\sqrt[{3}]{17}}} の場合、{\displaystyle c=10^{-9},\ \kappa =2.4}

である。